# Yomogiri Zima
Yomogiri Zima (von japanisch 四方ぎり ‚Vernebelte Insel‘) ist eine kleine Insel vor der Prinz-Harald-Küste des ostantarktischen Königin-Maud-Lands. Sie liegt 7 km westlich des Sudare Rock und 20 km nördlich der Rundvågshetta in der Lützow-Holm-Bucht.
Luftaufnahmen und Vermessungen japanischer Antarktisexpeditionen aus den Jahren 1962 und 1982 dienten ihrer Kartierung. Japanische Wissenschaftler benannten sie 1977.